# NCIS (tv-serie)
 For alternative betydninger, se NCIS (flertydig). (Se også artikler, som begynder med NCIS)
NCIS (originaltitel: "NCIS: Naval Criminal Investigative Service") er en amerikansk tv-serie, serien følger de fiktive specialagenter hos NCIS, der løser mordgåder for USA's flåde og marineinfanteri.
Serien startede med to afsnit af Interne Affærers; sæson 8's episode 20 og episode 21, hvor man bl.a. bliver introduceret til Special Agent Leroy Jethro Gibbs og Special Agent Anthony D. DiNozzo, to af hovedrollerne i NCIS serien.
NCIS står for Naval Criminal Investigative Service, på dansk Flådens Kriminalefterforskningstjeneste.
Serien blev skabt af Donald P. Bellisario og Don McGill. Executive producere er Shane Brennan, Donald P. Bellisario, Chas. Floyd Johnson.
Den 22. september 2009 startede NCIS Los Angeles (NCIS LA), der følger NCIS-agenter i Los Angeles.
I Danmark bliver NCIS sendt på TV3 og 3+.

## Baggrund
Serien følger et fiktivt hold af specialagenter, et såkaldt "Major Case Response Team" (MCRT), hvis hovedkvarter ligger i Washington Navy Yard i Washington, D.C..
Teamet ledes af specialagent Leroy Jethro Gibbs (Mark Harmon).
Gibbs's team består af specialagent Anthony "Tony" D. Dinozzo(Michael Weatherly), specialagent Timothy McGee (Sean Murray) og specialagent (tidligere Mossad forbindelsesofficer) Ziva David (Cote de Pablo), der erstattede Caitlin "Kate" Todd (Sasha Alexander), da hun blev skudt af Ari Haswari (Rudolf Martin) ved udgangen af sæson 2. Ari blev derefter dræbt af sin halv-søster Ziva i begyndelsen af sæson tre. Holdet bistås i deres undersøgelser af Chef retsmediciner Donald "Ducky" Mallard (David McCallum) samt dr. Mallards assistent Jimmy Palmer (Brian Dietzen), og Kriminalteknisk specialist Abigail "Abby" Sciuto (Pauley Perrette).

## Hovedpersoner
- Mark Harmon portrætterer Leroy Jethro Gibbs (sæson 1 -), specialagent, som leder MCRT – teamet. Tidligere sergent i United States Marine Corps, indtil 1991, hvor hans kone Shannon og datter Kelly blev dræbt, mens de var under beskyttelse af NIS.[6] Sagens agent Mike Franks overbeviste ham derefter at blive specialagent i 1992 .[7]

- Michael Weatherly portrætterer Anthony "Tony" D. Dinozzo (sæson 1 -), specialagent og Senior Field Agent af MCRT. Tidligere Philadelphia og Baltimore politibetjent inden han kom til NCIS i 2001 .[8]

- Pauley Perrette portrætterer Abigail "Abby" Sciuto (sæson 1 -), Kriminalteknisk specialist.

- David McCallum portrætterer Donald "Ducky" Mallard (sæson 1 -), Chef retsmediciner, NCIS. Han har arbejdet som retsmediciner i Vietnam, Bosnien og Afghanistan før han begyndte at arbejde for NCIS.

- Sean Murray portrætterer Timothy McGee (tilbagevendende: sæson 1, sæson 2 -), specialagent og Junior Field Agent af MCRT.

- Rocky Carroll portrætterer Leon Vance (tilbagevendende: sæson 5, sæson 6 -), direktør for NCIS siden sæson seks.

- Brian Dietzen portrætterer Jimmy Palmer (tilbagevendende: sæson 1-5, sæson 6 -), assistent til Dr. Mallard siden slutningen af sæson 1.

- Emily Wickersham portrætterer Eleanor Bishop; specialagent og tidligere NSA Analyst (sæson 11–).

Tidligere Hovedpersoner
- Sasha Alexander portrætteret Caitlin "Kate" Todd (sæson 1-2, gæstestjerne: "Kill Ari: 1 & 2"), Den tidligere specialagent, Secret Service, indtil sæson 1, før hun begyndte at arbejde som specialagent og Field Agent of Major sag Response Team. Døde i "Twilight" efter at være blevet skudt af Ari Haswari.

- Lauren Holly portrætteret Jenny Shepard (sæson 3-5), direktør for NCIS sæson 3-5. Tidligere arbejdede hun sammen med Gibbs i Europa og hvor de havde en affære. Døde i " Judgment Day Del 1" efter at Natasha (aka Svetlana) sendte mordere, for at dræbe hende i en diner, men døde først efter at formåret at dræbe dem alle.
- Cote de Pablo portrætterer Ziva David (sæson 3 - 11), specialagent og på prøve som Field Agent af MCRT. Siden sæson syv, de fire tidligere år var hun på hold som Mossad forbindelsesofficer.

## Biroller
- Joe Spano portrætterer Tobias Fornell (sæson 1 -), Senior FBI-specialagent. Fornell og Gibbs ”deler” en ex-kone, der tømte deres bankkonti, inden hun forlod dem. De har en form for kammeratskab.

- Muse Watson portrætterer Mike Franks (sæson 3 -), pensioneret NIS-specialagent, mentor for Gibbs.

- David Dayan Fisher portrætterer Trent Kort (sæson 4 -), hemmelig agent, CIA.

- Rena Sofer portrætterer advokat Margaret Allison Hart (sæson 7 -).

Tidligere biroller
- Alan Dale portrætterer Thomas Morrow (sæson 1-3), den første direktør for NCIS set i serien. Trådt tilbage som direktør for NCIS i ”Kill Ari del 1” efter at være blevet tilbudt et job ved Department of Homeland Security.

- Pancho Demmings portrætterer Gerald Jackson (sæson 1) gæstestjerne i ”Kill Ari: 1 og 2” dr. Mallards assistent til i løbet af første sæson, indtil han blev skudt i skulderleddet af Ari Haswari i Bête Noire. Han var dr. Mallards assistent i to år før denne hændelse, og kom på en genoptræningsklinik efter hændelsen.

- Jessica Steen portrætterer Paula Cassidy (sæson 1-4), specialagent, NCIS. Dræbt i et selvmordsbombeangreb i afsnittet "Grace Period"

- Rudolf Martin portrætterer Ari Haswari (2003-2005), terrorist

- Liza Lapira portrætterer Michelle Lee (sæson 4-6), specialagent, NCIS. Arbejdede i specialagent DiNozzos team i starten af sæson 4. Hun vendte tilbage til den juridiske tjeneste efter at Gibbs vendte tilbage, Senere vendte hun tilbage til Gibbs' team i slutningen af sæson 5 i "Judgment Day Del 2” efter at have være mistænkt som ”muldvarp”. Hun blev skudt af Gibbs i "Dagger" (for ramme hendes ”bagmand”), efter at det blev afsløret, at hun blev afpresset.

- Susanna Thompson portrætterer Hollis Mann (sæson 4-5), oberstløjtnant, US Army CID, pensioneret og interesseret i Gibbs – sæsoner 4-5.

- Scottie Thompson portrætterer Jeanne Benoit (sæson 4-5), doktor ved Monroe Universitetshospital og datter af våbenhandler René Benoit (også kendt som La Grenouille) var involveret i en undercover-operation og havde en kærlighedsaffærer med specialagent DiNozzo fra sæsoner 4-5, hendes sidste optræden var i "Internal Affairs".

## Liste over personer i NCIS
| Personens navn     | Skuespiller        | Personens arbejde eller stilling                                                 | I hvor lang tid personen har medvirket i serien |
| ------------------ | ------------------ | -------------------------------------------------------------------------------- | ----------------------------------------------- |
| Leroy Jethro Gibbs | Mark Harmon        | Senior specialagent                                                              | 2003-?                                          |
| Anthony DiNozzo    | Michael Weatherly  | Senior specialagent                                                              | 2003-?                                          |
| Timothy McGee      | Sean Murray        | Junior specialagent                                                              | 2004-?                                          |
| Ziva David         | Cote de Pablo      | Mossad forbindelsesofficer/specialagent                                          | 2005-2013                                       |
| Caitlin Todd       | Sasha Alexander    | Specialagent - død                                                               | 2003-2005                                       |
| Jennifer Shepard   | Lauren Holly       | Direktør for NCIS - død                                                          | 2005-2009                                       |
| Dr. Donald Mallard | David McCallum     | Øverste retsmediciner og retsmedicinsk psykolog.                                 | 2003-?                                          |
| Jimmy Palmer       | Brian Dietzen      | Retsmedicinsk assistent                                                          | 2004-?                                          |
| Abigail Sciuto     | Pauley Perrette    | Retsmedicinsk efterforsker                                                       | 2003-?                                          |
| Leon Vance         | Rocky Carroll      | Direktør for NCIS                                                                | 2008-?                                          |
| Ari Haswari        | Rudolf Martin      | Mossad agent / Terrorist - død                                                   | 2003-2005                                       |
| Michelle Lee       | Liza Lapira        | Specialagent/advokat for NCIS - død                                              | 2006-2008                                       |
| Tobias Fornell     | Joe Spano          | Senior specialagent, FBI                                                         | Tilbagevendende 2003-?                          |
| Mike Franks        | Muse Watson        | Pensioneret kontrolinstans specialagent, NIS, mentor for Leroy Jethro Gibbs- død | Tilbagevendende 2006-?                          |
| Trent Kort         | David Dayan Fisher | Undercover Felt Officer, CIA                                                     | Tilbagevendende 2006-?                          |
| Paula Cassidy      | Jessica Steen      | Specialagent-død                                                                 | Tilbagevendende 2003-2007                       |
| Thomas Morrow      | Alan Dale          | Tidligere direktør for NCIS, nuværende underdirektør i DHS                       | 2003-2005                                       |
| Gerald Jackson     | Pancho Demmings    | Tidligere retsmedicinsk assistent                                                | 2003-2005                                       |